# Juanjo de la Iglesia
Juan José de la Iglesia Meijide (Madrid, 10 de mayo de 1959) es un periodista y presentador de televisión español.

## Biografía
Ha desarrollado su carrera fundamentalmente en radio y televisión; debuta en Radio Juventud de Madrid y entre 1987 y 1992 fue redactor y guionista en Radiocadena Española y Radio Nacional de España. En 1992 da el salto a la pequeña pantalla presentando el programa de Telemadrid A saber, y también como guionista de Eso hay que verlo en la misma cadena, Dobles parejas (Antena 3) y Sin ir más lejos (Telecinco). 
Su mayor popularidad, sin embargo, le llegó a través de la pequeña pantalla, cuando entre 1996 y 2002 acompañó al Gran Wyoming y Javier Martín en la presentación del popular programa de Telecinco, Caiga quien caiga. Su sección era el Curso de ética periodística, en el cual revisaba titulares polémicos de la prensa y los sustituía por los que consideraba correctos.
Durante esa época compaginó su labor televisiva con trabajos en radio: en RNE dirigió y presentó el programa de Esta noche tampoco (1997-1998) y colaboró en La radio de Julia (1999), junto a Julia Otero en su etapa de Onda Cero.
Tras la cancelación de la primera etapa del espacio, siguió colaborando con Tonino, otro de los reporteros del programa, con el que en 2003 puso en escena el montaje teatral Adictos al régimen en la compañía teatral Alarma social.
Posteriormente, ambos se pusieron al frente del programa Hoy no hay siesta en Localia. En 2005 reapareció junto a José Miguel Monzón en La azotea de Wyoming de TVE; colaboró durante unos meses en el espacio informativo de Antena 3 Ruedo ibérico, presentando la sección El observatorio (2006) y presentó en Telemadrid el concurso El tramposo (2006).
Desde septiembre de 2008 y hasta 2010 colaboró como guionista en el programa Queremos hablar de Punto Radio que dirigía y presentaba Ana García Lozano. Desde septiembre de 2010 tuvo su propia sección (Noticias de alcance medio) en el programa que dirigía Jaume Segalés, A día de hoy, de 4 a 6 de la mañana en la emisora del Grupo Vocento.
Desde 2019 también presenta la app de trivia en directo Q12 junto a Toni Cano.